# Prince Madog (Schiff, 2001)
Die Prince Madog ist ein Forschungsschiff der Bangor University im walisischen Bangor.

## Geschichte
Das Schiff wurde auf der Scheepswerf Visser in Den Helder gebaut. Der Rohbau wurde von der rumänischen Werft Severnav in Drobeta Turnu Severin zugeliefert. Das Schiff wurde am 6. Juli 2001 abgeliefert und am 25. Juli des Jahres getauft. Das Schiff basiert auf der ebenfalls auf der Scheepswerf Visser gebauten Celtic Voyager, ist aber etwas größer. Es ersetzte einen gleichnamigen, 1968 gebauten Vorgängerbau.
Das Schiff wurde zunächst von Vosper Thornycroft bereedert, die dafür mit der damaligen University of Wales, Bangor, das Gemeinschaftsunternehmen VT Ocean Sciences gründete. Seit 2011 zeichnet P&O Maritime für die Bereederung des Schiffes verantwortlich. Hierfür wurde das Gemeinschaftsunternehmen P&O Maritime Ocean Sciences gegründet.
Das Schiff wird von der Bangor University für die Meeresforschung insbesondere in der Irischen See, aber auch in angrenzenden Seegebieten genutzt. Es kann darüber hinaus auch von anderen Instituten und Forschungsanstalten gechartert werden.
Benannt ist das Schiff nach dem walisischen Prinzen Madoc, der einer Legende nach ein Sohn des Königs Owain Gwynedd gewesen und 1170 nach Nordamerika gesegelt sein und dort Siedlungen gegründet haben soll.

## Beschreibung
Das Schiff wird von einem Wärtsilä-Dieselmotor (Typ: 6L20C) mit 1080 kW Leistung angetrieben. Der Motor wirkt über ein Untersetzungsgetriebe auf einen Verstellpropeller. Das Schiff erreicht rund 12 kn. Es ist mit einem Bugstrahlruder mit 150 kW Leistung ausgestattet.
Für die Stromerzeugung steht ein vom Hauptmotor angetriebener Stamford-Wellengenerator mit 300 kW Leistung zur Verfügung. Der Wellengenerator kann auch als Antrieb genutzt werden, wenn bei Forschungsarbeiten geringe Lärmentwicklung gefordert ist oder als Notantrieb bei Ausfall des Hauptmotors. Weiterhin ist das Schiff mit zwei Generatorsätzen ausgestattet. Eines der Aggregate besteht aus einem Cummins-Dieselmotor mit 305 kW besteht, der einen Stamford-Generator mit 330 kVA Scheinleistung antreibt. Das andere Aggregat besteht aus einem Cummins-Dieselmotor mit 122 kW Leistung, der einen Stamford-Generator mit 120 kVA Scheinleistung antreibt. Dieses Aggregat wird luftgekühlt, um auch im Hafen bei Niedrigwasser betrieben werden zu können. Weiterhin wurde ein Notgenerator verbaut, der aus einem Cummins-Dieselmotor mit 59 kW Leistung und einem Stamford-Generator mit 64 kVA Scheinleistung besteht. Auch der Notgenerator ist luftgekühlt.
Da das Schiff an seinem Liegeplatz in Menai Bridge bei Niedrigwasser regelmäßig auf Grund liegt, wurde der Rumpf entsprechend verstärkt.
Das Schiff verfügt über vier Decks. Unterhalb des Hauptdecks befinden sich fünf Doppelkabinen für Wissenschaftler, drei Einzelkabinen für Besatzungsmitglieder sowie der Maschinenraum. Auf dem Hauptdeck befinden sich zwei weitere Einzelkabinen für Besatzungsmitglieder und eine Einzelkabine für den wissenschaftlichen Fahrtleiter. Außerdem sind hier u. a. Messe und Aufenthaltsraum, Kombüse, eine Umkleide und das Nasslabor untergebracht. Auf dem über dem Hauptdeck liegenden Deck befinden sich zwei weitere Kabinen für die Schiffsbesatzung und das Trockenlabor. Darüber liegt das Brückendeck mit dem Steuerhaus. An Bord ist Platz für sieben bis acht Besatzungsmitglieder und zehn bis elf Wissenschaftler. Auf Tagesfahrten können 20 Personen eingeschifft werden.
Hinter den Decksaufbauten befindet sich ein 80 m² großes Arbeitsdeck. Auf dem Arbeitsdeck kann ein 10-Fuß-Container mitgeführt werden.
Das Schiff ist mit einem Heckgalgen ausgerüstet. Dieser kann 5 t heben. Ein Kran mit einer Hebekapazität von 1,5 t befindet sich im Bereich des Arbeitsdecks. Ein weiterer Kran befindet sich auf der Back. Dieser kann 1 t heben. Für die Forschung verfügt das Schiff über mehrere Winden für das Schleppen von Forschungsgeräten bzw. Netzen. Das Schiff ist mit Echoloten und Sonaranlagen ausgestattet und kann als Plattform für den Einsatz eines ROV genutzt werden.
Das Schiff kann zehn Tage auf See bleiben.